# AFCチャンピオンズリーグ2
AFCチャンピオンズリーグ2（英: AFC Champions League Two）は、アジアサッカー連盟（AFC）が主催する、クラブチームによるサッカーの国際大会である。略称は『ACL2』。
本項目では2024年まで開催されていた、前身大会であるAFCカップ（英: AFC Cup）についても記す。

## 概要

### AFCカップ
かつて、アジアのクラブチーム間の国際公式戦は「アジアクラブ選手権」（各国リーグ戦優勝クラブによる大会）、「アジアカップウィナーズカップ」（各国主要カップ戦優勝クラブによる大会）と、この2大会の優勝チームが更にアジアナンバーワンの座をかけて争った「アジアスーパーカップ」の3大会があったが、これを統合して2002-03シーズンに「AFCチャンピオンズリーグ」(ACL) として再スタートした（記録上はアジアクラブ選手権を継承）。しかし、その第1回大会は実力差の開きや発展途上国の代表チームが出場を辞退するケースも多く、大会の質の低下を懸念する声もあったため、AFCではチャンピオンズリーグの出場枠をAFCクラブチームランキングの上位14か国に絞った上で、同ランク15位から28位の国・地域のリーグ戦・カップ戦の優勝28チームが出場する大会として「AFCカップ」を創設した。位置づけとしては「国際サッカー連盟（FIFA）傘下のサッカーの大陸連盟における第2クラブ選手権」という意味で、欧州サッカー連盟（UEFA）における「UEFAヨーロッパリーグ」、あるいは南米サッカー連盟（CONMEBOL）における「コパ・スダメリカーナ」に類するとみることもできていたが、両者とは「ランキング上位の国・地域協会には出場権が割り当てられない」という点で大きな違いがあった。

### AFCチャンピオンズリーグ2へ
2022年12月23日に開催されたAFC競技委員会で、2024/25シーズンよりACL及びAFCカップを以下の3階層に再編することが提案され、2023年8月14日に行われたAFC実行委員会で決定した。
- AFCチャンピオンズリーグエリート (AFC Champions League Elite, ACLE) - トップティア。24クラブが出場
- AFCチャンピオンズリーグ2 (AFC Champions League 2, ACL2) - セカンドティア。32クラブが出場
- AFCチャレンジリーグ (AFC Challenge League, ACGL) - サードティア。20クラブが出場。

これにより「AFCカップ」の名称は2023/24シーズン限りとなった。
ACL2では、従来のACLカップと異なり、クラブコンペティションランキングの上位国にも出場枠が与えられており、「FIFA傘下のサッカーの大陸連盟における第2クラブ選手権」という位置づけを明確にすることとなった。
2024年5月24日、AFCは、AFCカップの記録や統計がACL2に引き継がれることを発表した。

## 開催方式

### 2005年-2008年
大会の仕組はグループリーグと決勝トーナメントの2本立てであった。2005年度は参加28クラブのうち棄権が10クラブあったため、大会は18クラブで争われた。

### 2009年-2016年
- グループリーグ - 32クラブを西4組・東4組（2009年 - 2012年は「西5組・東3組」）の8つのグループに分けて2回総当り・ホーム&アウェーで対戦し、各組上位2クラブの計16クラブが決勝トーナメント進出。
- 決勝トーナメント - 1回戦は各組1位クラブのホームで一発勝負。準々決勝・準決勝はホーム&アウェー方式で対戦。決勝はどちらかのクラブの本拠地での一発勝負となる。

### 2017年-2020年

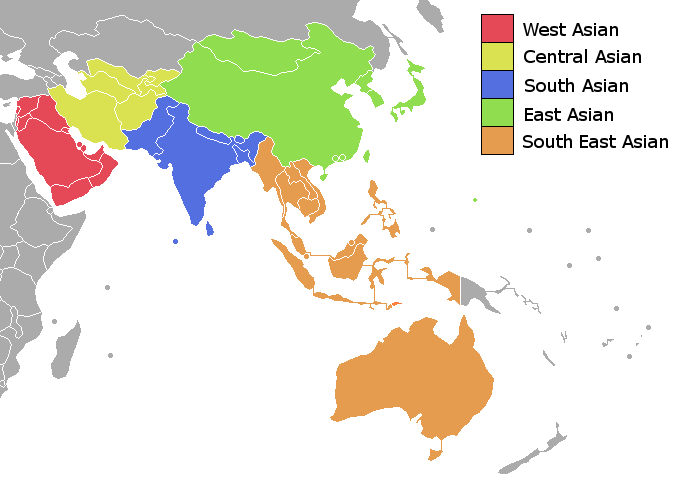
アジアサッカー連盟の5地区の区分

2017年大会より大会方式が変更された。近年のAFCカップにおいて西アジアのクラブの実力が飛び抜けていることや、実力の近いクラブを対戦させることで実力を引き上げることを考慮し、西アジア・中央アジア・南アジア・東南アジア・東アジアの各地区で対戦を行い、決勝を「西アジア地区代表クラブ 対 他の4地区のプレーオフ勝者」で行う。2017年大会の制度では、各地区の対戦は以下の通りとなる。
- 西アジア・東南アジアはそれぞれ、12クラブが4クラブずつの3組に分かれて総当たり戦を行う。各組1位クラブと各組2位クラブのうち成績最上位のクラブ（合計4クラブ）で決勝トーナメントを行う。
- 中央アジア・南アジア・東アジアはそれぞれ、4クラブが総当たり戦を行う。
- 東南アジアの決勝トーナメント優勝クラブと、中央アジア・南アジア・東アジアのグループ1位クラブで4地区プレーオフを行う。
- 西アジアの決勝トーナメント優勝クラブと、4地区プレーオフの優勝クラブで決勝戦を行う。

2017年 - 2020年の制度においては、東西各ブロック（西ブロックは西アジア・中央アジア・南アジア地区、東ブロックは東南アジア・東アジア地区）におけるAFCクラブコンペティションランキングのブロック内順位が7位以下となった国・地域のクラブのみが出場できる。もし当該クラブがAFCチャンピオンズリーグ（ACL）の予選出場資格も得ている場合、それに敗退した場合はAFCカップに出場するが、勝ち抜いた場合はAFCカップには当該国・地域から別のクラブが補充される。6位以上の国・地域のクラブは、ACLの予選で敗退した場合は代わりに出場できる大会はない。
- 西アジア・東南アジアにおいては、12クラブのうち3クラブが予選で選出される。出場資格のある国・地域のなかで、ランキング1位から3位の国・地域にはグループステージ2枠、ランキング4位から6位の国・地域にはグループステージ1枠と予選1枠、ランキング7位以下の国・地域には予選1枠を与える。
- 中央アジア・南アジア・東アジアにおいては、4クラブのうち1クラブが予選で選出される。出場資格のある国・地域のなかで、ランキング1位から3位の国・地域にはグループステージ1枠と予選1枠、ランキング4位以下の国・地域には予選1枠を与える。

また、スタジアムについては、2016年度までは「個別席を完備したスタジアムの使用を強く勧告する」としていたが、2017年度からは、「個別席で、背もたれが30cm以上あるもの。なおかつそれを3000席以上設置すること」を開催場として義務付けることになり、椅子席でも規格外のもの、立見・芝生席の使用は禁止されることになった。

### 2021年-2023/24年
2021年の制度においては、AFCチャンピオンズリーグ（ACL）とともに出場枠の改定が行われている。基本的な方式は2017年からの制度と同様であるが、以下の点が異なる（以下の節番号は、2021年のエントリーマニュアル 内のもの）。
- 東西各ブロックの国・地域ランキングで6位の国・地域のクラブも出場できることとなった（3.2節）。
- 各地区に割り当てる出場枠は以下の通りとなる。
  - 東西各ブロックの国・地域ランキングで7位以下の国・地域について、2017年 - 2020年の制度と同様に出場枠を割り当てる（5.2節）。
  - そのうえで、東西各ブロックの国・地域ランキングで6位の国・地域について、AFCカップのグループステージ出場枠を1枠割り当てる（5.3節）。このため、地区によっては予選からの出場枠が減る場合がある。
  - なお上記の条件を適用した結果、もし中央アジア・南アジア・東アジア地区のいずれかが以下の条件に該当する場合は、当該地区のグループステージのグループ数を1から2に増やす。またこの結果、当該地区のクラブについて予選出場枠からグループステージ出場枠への繰り上げを行う場合もある（5.4節）。
    - グループステージ出場枠が当該地区に4クラブ以上割り当てられた場合
    - 予選出場枠が当該地区に7クラブ以上割り当てられた場合

### 2024/25年-現在
AFC加盟国を東地区と西地区に分け、東西16クラブずつ32クラブが参加し、4チームずつの8グループ（東西4グループずつ）がホーム・アンド・アウェー2回戦総当たりのラウンドロビンを戦い、上位2チームがラウンド16に進出。ラウンド16、準々決勝および準決勝は東西の地区別にホーム・アンド・アウェー2回戦制によるトーナメントを行い、決勝は1試合制で行うという従来のACLに準拠したレギュレーションとなっている。決勝は、いずれかの進出チームのホーム（毎年交互に東西が入れ替わり、奇数年から始まるシーズンは西地区、偶数年から始まるシーズンは東地区）で行う。優勝チームは、国内大会の成績で翌シーズンのAFCチャンピオンズリーグエリート (ACLE)の出場権を得ていない場合、ACLE予選ステージの出場権を得る。
各国の出場枠についてはAFCクラブコンペティションランキングを参考として決定され、東西それぞれ上位10ヶ国から1クラブずつが本大会に出場し、ランキング7-12位の国から1クラブずつがプレーオフに出場し本大会出場枠2枠を争う形となり、これにACLEプレーオフで敗退した東西2クラブずつと前シーズンのAFCチャレンジリーグ優勝チームが本大会に加わる形となる。

## 賞金
2024/25シーズン以降の例。
- 優勝: 250万ドル
- 準優勝: 100万ドル

また、各ラウンドに参加すると以下の配分金が与えられる。
- 準決勝: 24万ドル
- 準々決勝: 16万ドル
- ラウンド16: 8万ドル
- グループステージ: 30万ドル

この他、グループステージにおいては試合に勝利すると5万ドルが、予選ステージにおいてはアウェーの試合毎に渡航助成費として5万ドルが与えられる。

## 結果
| 年度                     | 優勝                                                             | 結果                                                             | 準優勝                                                           | 会場 |
| AFCカップ                | AFCカップ                                                        | AFCカップ                                                        | AFCカップ                                                        | AFCカップ |
| ------------------------ | ---------------------------------------------------------------- | ---------------------------------------------------------------- | ---------------------------------------------------------------- | --- |
| 2004                     | アル・ジャイシュ                                                 | 3 - 2 AG 0 - 1 AG                                                | アル・ワフダ                                                     | アル・ジャイシュ・ダマスカス（ダマスカス） アル・ジャイシュ・ダマスカス（ダマスカス）                           |
| 2005                     | アル・ファイサリー                                               | 1 - 0 3 - 2                                                      | ネジメ                                                           | アンマン国際スタジアム（アンマン） ラフィーク・ハリーリー・スタジアム（ベイルート）                             |
| 2006                     | アル・ファイサリー                                               | 3 - 0 2 - 4                                                      | アル・ムハッラク                                                 | アンマン国際スタジアム（アンマン） バーレーン・ナショナル・スタジアム（リファー）                               |
| 2007                     | シャバーブ・アル・オルドゥン                                     | 1 - 0 1 - 1                                                      | アル・ファイサリー                                               | アンマン国際スタジアム（アンマン） アンマン国際スタジアム（アンマン）                                           |
| 2008                     | アル・ムハッラク                                                 | 5 - 1 5 - 4                                                      | サファー                                                         | バーレーン・ナショナル・スタジアム（リファー） カミール・シャムーン・スポーツ・シティ・スタジアム（ベイルート） |
| 2009                     | アル・クウェート                                                 | 2 - 1                                                            | アル・カラーマ                                                   | アル・クウェート・スポーツ・クラブ・スタジアム（クウェートシティ）                                              |
| 2010                     | アル・イテハド                                                   | 1 - 1 aet (PK 4 - 2)                                             | アル・カーディシーヤ                                             | ジャービル・アル＝アフマド国際スタジアム（クウェートシティ）                                                    |
| 2011                     | ナサフ・カルシ                                                   | 2 - 1                                                            | アル・クウェート                                                 | カルシ・マルカジイ・スタジアム（カルシ）                                                                        |
| 2012                     | アル・クウェート                                                 | 4 - 0                                                            | アルビール                                                       | フランソ・ハリーリー・スタジアム（アルビール）                                                                  |
| 2013                     | アル・クウェート                                                 | 2 - 0                                                            | アル・カーディシーヤ                                             | アル・サダーカ・ワル・サラーム・スタジアム（クウェートシティ）                                                  |
| 2014                     | アル・カーディシーヤ                                             | 0 - 0 aet (PK 4 - 2)                                             | アルビール                                                       | マクトゥーム・ビン・ラーシド・アール・マクトゥーム・スタジアム（ドバイ）                                        |
| 2015                     | ジョホール・ダルル・タクジム                                     | 1 - 0                                                            | イスティクロル                                                   | パミール・スタジアム（ドゥシャンベ）                                                                            |
| 2016                     | アル・クウワ・アル・ジャウウィーヤ                               | 1 - 0                                                            | ベンガルール                                                     | カタールSCスタジアム（ドーハ）                                                                                  |
| 2017                     | アル・クウワ・アル・ジャウウィーヤ                               | 1 - 0                                                            | イスティクロル                                                   | ドゥシャンベ・セントラル・スタジアム（ドゥシャンベ）                                                            |
| 2018                     | アル・クウワ・アル・ジャウウィーヤ                               | 2 - 0                                                            | FKアルティン・アシル                                             | バスラ・スポーツシティ（バスラ）                                                                                |
| 2019                     | アル・アヘド                                                     | 1 - 0                                                            | 4.25体育団                                                       | クアラルンプールスタジアム（クアラルンプール）                                                                  |
| 2020                     | 新型コロナウイルス感染症の世界的流行によりシーズン途中で打ち切り | 新型コロナウイルス感染症の世界的流行によりシーズン途中で打ち切り | 新型コロナウイルス感染症の世界的流行によりシーズン途中で打ち切り | 新型コロナウイルス感染症の世界的流行によりシーズン途中で打ち切り                                                |
| 2021                     | アル・ムハッラク                                                 | 3 - 0                                                            | ナサフ・カルシ                                                   | アル・ムハッラク・スタジアム（アラード）                                                                        |
| 2022                     | アル・シーブ                                                     | 3 - 0                                                            | クアラルンプール・シティ                                         | ブキット・ジャリル国立競技場（クアラルンプール）                                                                |
| 2023/24                  | セントラルコースト・マリナーズ                                   | 1 - 0                                                            | アル・アヘド                                                     | スルタン・カーブース・スポーツコンプレックス（マスカット）                                                      |
| AFCチャンピオンズリーグ2 |                                                                  |                                                                  |                                                                  | |
| 2024/25                  | シャールジャ                                                     | 2 - 1                                                            | ライオン・シティ・セーラーズ                                     | ビシャン・スタジアム（シンガポール）                                                                            |

※注：2009年大会より決勝は「一方のクラブの本拠地での一発勝負」となっている。

## 統計

### クラブ別成績
| クラブ名                           | 優 | 準 | 優勝年         | 準優勝年  |
| ---------------------------------- | -- | -- | -------------- | --------- |
| アル・クウェート                   | 3  | 1  | 2009,2012,2013 | 2011      |
| アル・クウワ・アル・ジャウウィーヤ | 3  | 0  | 2016,2017,2018 |           |
| アル・ファイサリー                 | 2  | 1  | 2005,2006      | 2007      |
| アル・ムハッラク                   | 2  | 1  | 2008,2021      | 2006      |
| アル・カーディシーヤ               | 1  | 2  | 2014           | 2010,2013 |
| ナサフ・カルシ                     | 1  | 1  | 2011           | 2021      |
| アル・アヘド                       | 1  | 1  | 2019           | 2024      |
| アル・ジャイシュ                   | 1  | 0  | 2004           |           |
| シャバーブ・アル・オルドゥン       | 1  | 0  | 2007           |           |
| アル・イテハド                     | 1  | 0  | 2010           |           |
| ジョホール・ダルル・タクジム       | 1  | 0  | 2015           |           |
| アル・シーブ                       | 1  | 0  | 2022           |           |
| セントラルコースト・マリナーズ     | 1  | 0  | 2024           |           |
| シャールジャ                       | 1  | 0  | 2025           |           |
| アルビール                         | 0  | 2  |                | 2012,2014 |
| イスティクロル                     | 0  | 2  |                | 2015,2017 |
| アル・ワフダ                       | 0  | 1  |                | 2004      |
| ネジメ                             | 0  | 1  |                | 2005      |
| サファー                           | 0  | 1  |                | 2008      |
| アル・カラーマ                     | 0  | 1  |                | 2009      |
| ベンガルール                       | 0  | 1  |                | 2016      |
| FKアルティン・アシル               | 0  | 1  |                | 2018      |
| 4.25体育団                         | 0  | 1  |                | 2019      |
| クアラルンプール・シティ           | 0  | 1  |                | 2022      |
| ライオン・シティ・セーラーズ       | 0  | 1  |                | 2025      |

注1：優勝年度及び準優勝年度は、優勝が決定した年を並べている。例えば、2023/24年度王者は2024年としている。

### クラブ所在国別成績
| 国・地域名       | 優 | 準 |
| ---------------- | -- | -- |
| クウェート       | 4  | 3  |
| イラク           | 3  | 2  |
| ヨルダン         | 3  | 1  |
| シリア           | 2  | 2  |
| バーレーン       | 2  | 1  |
| レバノン         | 1  | 3  |
| ウズベキスタン   | 1  | 1  |
| マレーシア       | 1  | 1  |
| オマーン         | 1  | 0  |
| オーストラリア   | 1  | 0  |
| アラブ首長国連邦 | 1  | 0  |
| タジキスタン     | 0  | 2  |
| インド           | 0  | 1  |
| トルクメニスタン | 0  | 1  |
| 北朝鮮           | 0  | 1  |
| シンガポール     | 0  | 1  |

## 放送
前身のAFCカップでは2021年から23/24シーズンまで全試合を AFC公式YouTubeチャンネル（The AFC Hub） にて無料ライブ配信、決勝戦はDAZNでも中継されていた。
ACL2となってからは日本の出場クラブの試合のみDAZNにて独占ライブ中継。そのほかの試合はAFC公式YouTubeチャンネルにて無料ライブ・録画配信を引き続き実施している。